# Нововоронинский
Нововоронинский — посёлок в Верхнеуральском районе Челябинской области России. Входит в состав Спасского сельского поселения.

## География
Расположен в южной части района, на берегу реки Черной. Расстояние до районного центра города Верхнеуральска 15 км.

## История
Поселок основан казаками в 1902 году в черте Верхнеуральского станичного юрта 2-го воен. отдела ОКБ (Верхнеуральский уезд Оренбургской губернии), на дополнительном наделе поселка Воронинского, отсюда название. В 1927 году появилась артель «Путь Октября».

## Население
| 2002 | 2010 |
| ---- | ---- |
| 324  | ↘237 |

(в 1926 — 80, в 1959 — 261, в 1970 — 561, в 1983 — 449, в 1995 — 370)

## Улицы
- Верхняя,
- Зелёная,
- Молодёжная,
- Набережная,
- Новостройка,
- Савиновская,
- Солнечная,
- Учителей,
- Чернореченская.

## Инфраструктура
- Фельдшерско-акушерский пункт,
- клуб.